# Carmelo Floriddia
Carmelo Floriddia (Ispica, 9 juli 1972) is een politieman bij de Carabinieri op Sicilië, Italië. Hij verkreeg in 2014 de Gouden medaille voor Dapperheid.

## Levensloop
Floriddia heeft de rang van majoor-maarschalk bij de Carabinieri. Op een ochtend in 2013 patrouilleerde hij met een collega op het strand van Scicli in Zuid-Sicilië. Badgasten riepen hen toe dat er vluchtelingen schipbreuk hadden geleden. Het schip zat vast op 30 m van de kust. Mensen sprongen uit het schip en verdronken. Floriddia dook in zee om hen te redden. Meermaals zwom hij met gevaar voor zijn leven heen en weer. Een twintigtal mensen kwam ongedeerd aan wal. Negen migranten lagen bewusteloos op het strand. Floriddia reanimeerde hen en kon het leven van drie mensen redden. De zes anderen stierven aan verdrinking ondanks reanimatie van Floriddia. De twee Noord-Afrikaanse mensensmokkelaars waren er intussen in geslaagd het bootje in beweging te krijgen. Floriddia dook opnieuw de zee in en klom aan boord. Een van hen zwaaide met een mes; Floriddia overmeesterde hem. De tweede Noord-Afrikaan vluchtte al zwemmend naar het strand waar de collega van Floriddia hem arresteerde.
Omwille van deze heldendaad met gevaar voor eigen leven werd Floriddia gelauwerd. Hij ontving lovende woorden op het gemeentehuis van zijn geboortedorp Ispica, alsook van de voorzitster van de Kamer van Afgevaardigden Laura Boldrini, de minister van Defensie Mario Mauro en de president van Italië Giorgio Napolitano. Deze laatste verleende hem de Gouden medaille voor Dapperheid (2014).